# آل موسى (الصومعة)

تعديل مصدري - تعديل

آل موسى هي إحدى قرى عزلة عوين بمديرية الصومعة التابعة لمحافظة البيضاء، بلغ تعداد سكانها 225 نسمة حسب تعداد اليمن لعام 2004.